# ماريو جاردل
ماريو جاردل الميدا ريبيرو (Mário Jardel Almeida Ribeiro؛ ولد في 18 سبتمبر، 1973 في فورتاليزا، البرازيل) هو لاعب كرة قدم محترف متوقف حاليا.

## الأندية

### البرازيل
لعب لنادي فاسكو دا غاما، لكنه انتقل في عام 1995 إلى غريميو بورتو أليغر حيث فاز بكأس ليبرتادوريس.

### نادي بورتو
في عام 1996، حاول الارتباط بعدد من الأندية، وبعد فشله في الاتحاق ببنفيكا ورينجرز (بسبب القواعد البيرطانية الصارمة حول اللاعبين من خارج الاتحاد الأوربي) وقع مع النادي البرتغالي بورتو وبمساعدة عدد من اللاعبين مثل زلاتكو زاهوفيتش وسيرجيو كونسيساو وليوبينكو درولوفيتش كان أعلى هداف أوربي لثلاث سنوات (1998-1999,1999-2000,2001-2002) بمعدل هدف واحد للمبارات (130 هدف في 125 لعبة، المعدل: 1.04).

## روابط خارجية
- ماريو جاردل على موقع الاتحاد الدولي (مؤرشف)  (الإنجليزية)
- ماريو جاردل على موقع الاتحاد الأوربي (الإنجليزية)
- ماريو جاردل على موقع اتحاد تركيا (لاعب) (الإنجليزية)
- ماريو جاردل على موقع قاعدة بيانات كرة القدم.إي يو (الإنجليزية)
- ماريو جاردل على موقع بيانات كرة القدم. دي إي (الألمانية)
- ماريو جاردل على موقع ناشيونال فوتبول تيمز (الإنجليزية)
- ماريو جاردل على موقع Soccerway.com (الإنجليزية)
- ماريو جاردل على موقع عالم كرة القدم.نت (الإنجليزية)